# The Bear (album)
The Bear (en español: El Oso) es el tercer y último álbum de estudio de la banda de nu metal Element Eighty. La banda lanzó el álbum mediante su propia discográfica, Texas Cries Records. El álbum solo estuvo disponible en su sitio web y en los conciertos.

## Listado de pista
1. "Guntruck" 3:22
2. "Victims" 2:55
3. "The Sacrifice" 3:32
4. "War" 3:27
5. "Killing Me" 2:41
6. "The Itch" 3:19
7. "Boars" 2:26
8. "Price To Pay" 3:42
9. "Spite" 2:59
10. "Beaumont" 2:46

## Créditos[3]

#### Element Eighty
- David Galloway: vocalista
- Zack Bates: bajo
- Ryan Carroll: batería
- Matthew Woods: guitarra

#### Producción
- Tom Baker: masterización
- P.R. Brown: dirección de arte
- Eric Delegard: ingeniero, mezcla y producción
- Morgan Neff: dirección
- Element Eighty: composición y letras